# Dobieszczyn
Dobieszczyn (deutsch Forsthaus Entepöl) ist ein Dorf bei der Stadt Police (Pölitz) in der polnischen Woiwodschaft Westpommern. Es gehört zum Kreis Police und ist ein Teil der Stadt- und Landgemeinde Police (Pölitz).

## Geographische Lage
Dobieszczyn liegt im östlichen Vorpommern an der Grenze zur Bundesrepublik Deutschland, etwa 19 Kilometer nordwestlich von Stettin.

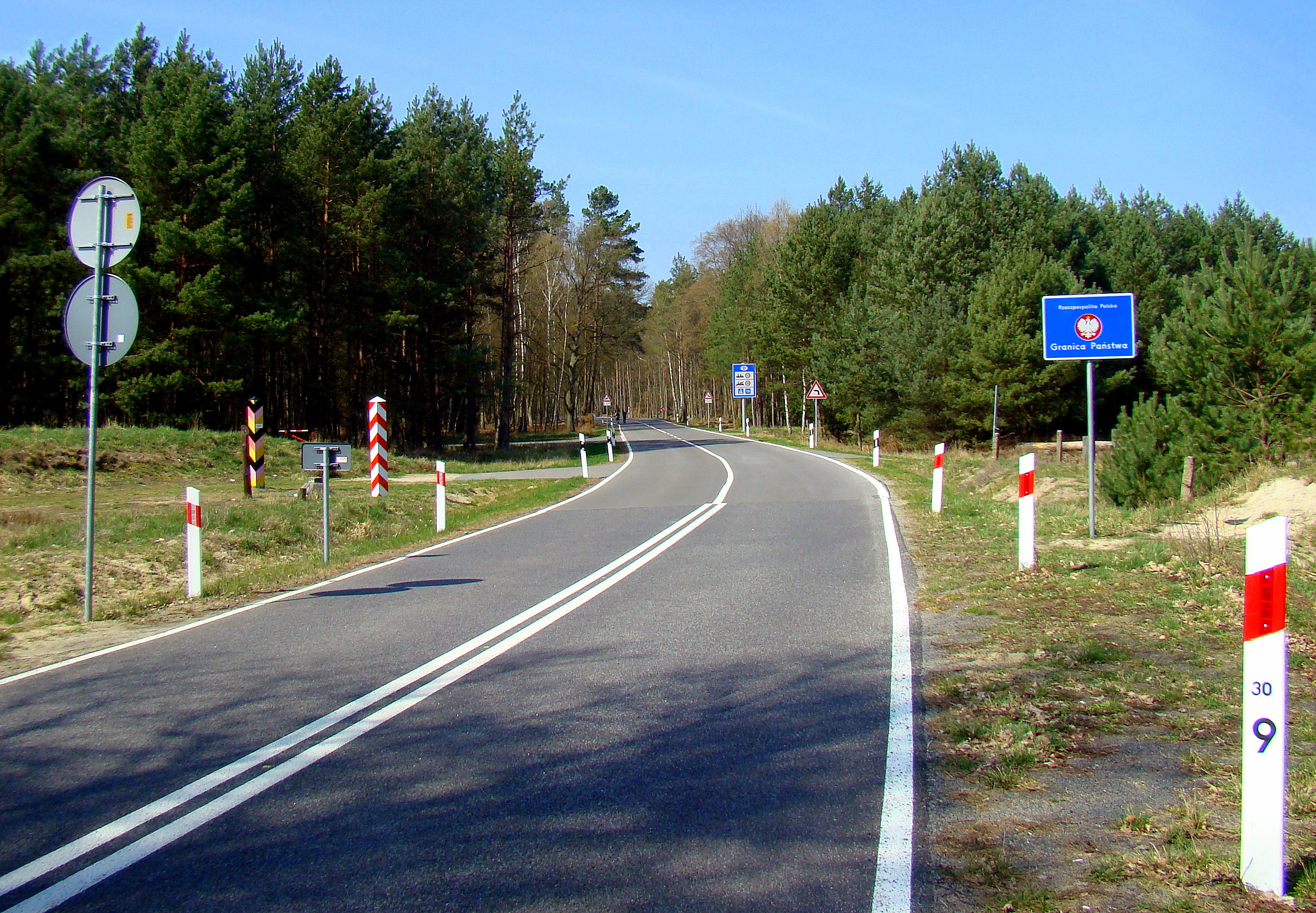
Grenze Polen – Deutschland, Dobieszczyn

## Geschichte
Entepöl schrieb sich früher Entenpohl (1779) und Entepoehl (1865). In dem Waldgebiet gab es von alters her eine Försterei, und 1775 war hier ein Pechofen in Betrieb.
Bis 1945 war Forsthaus Entepöl ein Wohnort in der Gemeinde Hintersee im Landkreis Ueckermünde der Provinz Pommern. Der Wohnort Forsthaus Entepöl gehörte zum Amtsbezirk Seegrund; das zuständige Landratsamt befand sich in Ueckermünde.
Nach Ende des Zweiten Weltkriegs wurde Forsthaus Entepöl unter polnische Verwaltung gestellt. Entepöl wurde in Dobieszczyn umbenannt.

## Verkehr
Bis 1945 war die Ortschaft über eine fünf Kilometer entfernte Bahnstation der Randower Bahn erreichbar. Die seit Ende des Zweiten Weltkrieges unterbrochene Landweg-Verbindung nach Hintersee wurde mit Öffnung des Grenzübergangs Hintersee-Dobieszczyn im Juni 2008 wiederhergestellt und ist seitdem für Pkw durchgängig befahrbar.

## Kirche
Die vor 1945 in Forsthaus Entepöl anwesende Bevölkerung gehörte mit großer Mehrheit dem evangelischen Glaubensbekenntnis an. Für die Protestanten in Forsthaus Entepöl war das evangelische Kirchspiel Ahlbeck zuständig, für die Katholiken das katholische Kirchspiel Hoppenwalde.

## Sehenswürdigkeiten
In der Nähe des Dorfs befinden sich auf der westlichen Seite der Grenze zur Bundesrepublik Deutschland an der Straße von Ueckermünde nach Stettin ein Gedenkstein für den pommerschen Herzog Barnim II. und das sogenannte Barnimskreuz. Die beiden Denkmäler stehen an der Stelle, an der Barnim II. einer Sage zufolge am 28. Mai 1295 von dem Ritter Vidanz Munckerwitz aus Vogelsang getötet worden sein soll.

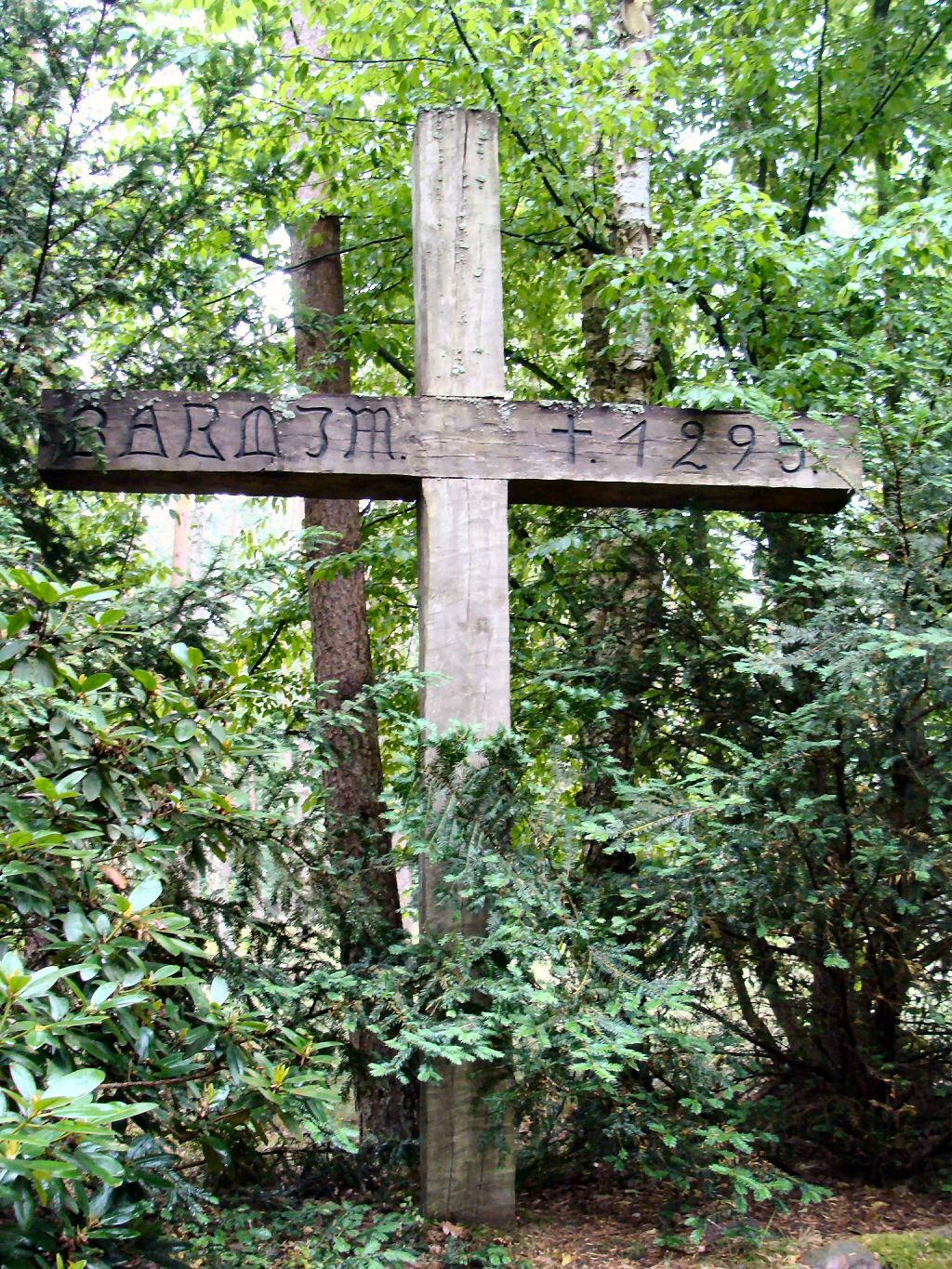
Holzkreuz an dem Ort, an dem der pommersche Herzog Barnim II. 1295 getötet worden sein soll.
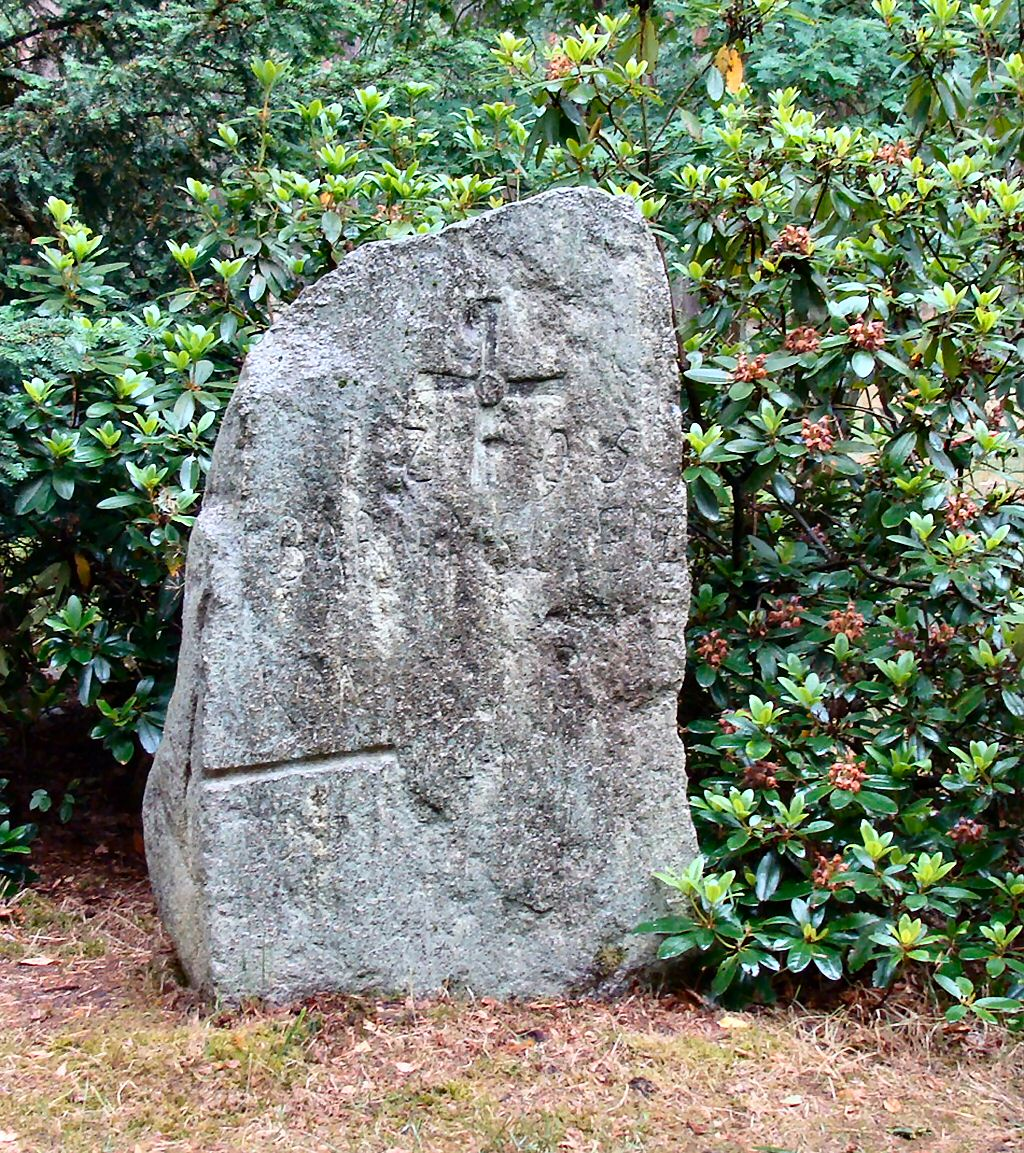
Gedenkstein an dem Ort, an dem der pommersche Herzog Barnim II. 1295 getötet worden sein soll.